# انتفاضة التبت 1959
الانتفاضة التبتية أو تمرد التبت 1959 بدأت في 10 مارس 1959، عندما ثار معادو الصينية والاشتراكية في لاسا، عاصمة التبت، والتي هي تحت سيادة الصين حاليا، حينما ضمتها إليها في معركة 1950. بالرغم من أن الحدث أعلن على يد الدلالي لاما ال14 في 1959، كانت بدايات الصراع المسلح قد بدأت بين المتمردين وجيش التحرير في 1956، في منطقتي كنجبا وأمدو التي تم احتوائها وتحويلها إلى النمط الاشتراكي. ثم انتشرت حروب العصابات في التبت، وانتهت الحرب بانتصار الجيش الصيني سنة 1962.

## المقاومة المسلحة في شرق التبت
في عام 1951، بدأ تنفيذ اتفاقية بين جمهورية الصين الشعبية وممثلي الدالاي لاما. أُجلت الإصلاحات الاشتراكية مثل إعادة توزيع الأراضي في منطقة التبت. على أي حال، كانت خام الشرقية وأمدو (غرب مقاطعات سيتشوان وتشينغهاي في التسلسل الهرمي الإداري الصيني) خارج إدارة الحكومة التبتية في لاسا، وبالتالي عوملتا على أنهما مقاطعات صينية أخرى، مع التنفيذ الكامل لعملية إعادة توزيع الأراضي فيها. امتلك شعب الخامبا وبدو الأمدو أراضيهم الخاصة بصورة طبيعية. اندلعت المقاومة المسلحة في أمدو وخام الشرقية في يونيو عام 1956.
قبل غزو جيش التحرير الشعبي، تدهورت العلاقات بين زعماء لاسا والخامبا، إلا أن شعب الخامبا ظل مخلصًا روحيًا للدالاي لاما طوال تلك الفترة. بسبب هذه العلاقات المتوترة، ساعد شعب خام في الواقع الصينيين في بداية غزوهم، قبل أن يصبحوا المقاومة الثائرة المعروفين بها اليوم. عرض بانداتسانغ رابغا، مناصر حزب الكومينتانغ وقائد ثوري من الخامبا ومناصر لجمهورية الصين، على حاكم تشامدو، نغابو نغاوانغ جيغم، بعض المقاتلين من الخامبا مقابل إقرار الحكومة التبتية باستقلال خام. رفض نغابو العرض. بعد هزيمة الجيش التبتي في معركة تشامدو، بدأ رابغا بالتوسط في المفاوضات بين جيش التحرير الشعبي والثوار التبتيين.
انخرط رابغا وتوبغاي في مفاوضات مع الصينيين إبان اعتدائهم على تشامدو. إما أن قوات الخامبا قد انضمت إلى قوات جيش التحرير الشعبي أو أنها لم تحارب أبدًا. نجح جيش التحرير الشعبي بالمهمة [الغزو].
بحلول عام 1957، كانت خام في حالة فوضى. أصبحت هجمات مقاتلي المقاومة والأعمال الانتقامية لجيش التحرير الشعبي ضد مقاتلي المقاومة من الخامبا مثل منظمة تشوشي جانغدراك عنيفة بشكل متزايد. أصبحت شبكات خام الرهبانية تُستخدم من قِبل القوات الثائرة لنقل الرسائل وإخفاء الثوار. أجرت الحكومة الصينية ضربات على القرى والأديرة التبتية عقابًا لهم [القوات الثائرة]. يؤكد الثوار التبتيون أن ضباط الجيش الصيني ألقوا تهديدات بتفجير قصر بوتالا والدالاي لاما في محاولة لترهيب القوات الثائرة من أجل إخضاعها.
استمرت لاسا بالتقيد باتفاقية السبعة عشر بند وأرسلت وفدًا إلى خام لإخماد الثورة. بعد التحدث مع قادة الثورة، انضم الوفد إلى الثورة بدلًا من إخمادها. تواصل قادة خام مع وكالة الاستخبارات المركزية (سي آي إيه)، لكن أصرت الوكالة في ظل رئاسة دوايت دي. أيزنهاور على أن الأمر يتطلب طلبًا رسميًا من لاسا لدعم المتمردين. لم تفعل لاسا ذلك. في النهاية بدأت وكالة الاستخبارات المركزية بتقديم دعم سري للثوار دون طلب رسمي من لاسا. في ذلك الوقت امتدت الثورة إلى لاسا التي امتلأت باللاجئين من أمدو وخام. نمت المعارضة على الوجود الصيني في التبت ضمن مدينة لاسا.

في منتصف شهر فبراير عام 1959 عمم المكتب الإداري للجنة الحزب الشيوعي الصيني المركزية تقريرًا داخليًا تابع لوكالة أنباء شينهوا حول مدى «تسارُع وتيرة الثورات في منطقة التبت وكيف تطورت إلى ثورة شاملة تقريبًا». في «تقرير عن الحالة» لكبار قادة الحزب الشيوعي الصيني.
«كلما كان الوضع فوضويًا أكثر في التبت كلما كان أفضل؛ لأنه سيساعد على تدريب قواتنا وتقوية الحشود. وأكثر من ذلك، ستقدم [الفوضى] سببًا كافيًا لسحق الثورة وإجراء إصلاحات في المستقبل، ماو تسي تونغ».
في اليوم التالي، رأى القائد الصيني تقريرًا من دائرة عمليات أركان حرب جيش التحرير الصيني يصف الثورات من قِبل التبتيين في سيتشوان ويونان وقانسو وشنغهاي. شدد مرة أخرى على أن «ثورات مثل هذه هي إيجابية للغاية بالنسبة لنا لأنها ستساعدنا على تدريب قواتنا، وتدريب الشعب، وتأمين سبب كاف لسحق الثورة وإجراء إصلاحات شاملة في المستقبل».
استخدم جيش التحرير الشعبي شعب الهوي جنودًا، والذين خدموا سابقًا تحت قيادة ما بوفانغ، لسحق الثورة التبتية في أمدو. كان خيّالة هوي متمركزين في خام الجنوبية.